# Paramolgus extendens
Paramolgus extendens is een eenoogkreeftjessoort uit de familie van de Rhynchomolgidae. De wetenschappelijke naam van de soort is voor het eerst geldig gepubliceerd in 1979 door Humes & Dojiri.